# Kanton Aiguebelle
Der Kanton Aiguebelle war von 1860 bis 2015 ein französischer Wahlkreis im Département Savoie. Er umfasste zwölf Gemeinden und hatte seinen Hauptort in Aiguebelle. Die landesweiten Änderungen in der Zusammensetzung der Kantone brachten zum März 2015 seine Auflösung.

## Gemeinden
Der Kanton bestand aus zwölf Gemeinden:
| Gemeinde                   | Einwohner Jahr | Fläche km² | Bevölkerungsdichte | Code INSEE | Postleitzahl |
| -------------------------- | -------------- | ---------- | ------------------ | ---------- | ------------ |
| Aiguebelle                 | 1.149 (2013)   | 3,85       | 298 Einw./km²      | 73002      | 73220        |
| Aiton                      | 1.733 (2013)   | 16,29      | 106 Einw./km²      | 73007      | 73220        |
| Argentine                  | 937 (2013)     | 28,03      | 33 Einw./km²       | 73019      | 73220        |
| Bonvillaret                | 132 (2013)     | 8,88       | 15 Einw./km²       | 73049      | 73220        |
| Épierre                    | 762 (2013)     | 19,36      | 39 Einw./km²       | 73109      | 73220        |
| Montgilbert                | 122 (2013)     | 9,53       | 13 Einw./km²       | 73168      | 73220        |
| Montsapey                  | 75 (2013)      | 26,36      | 3 Einw./km²        | 73175      | 73220        |
| Randens                    | 838 (2013)     | 10,36      | 81 Einw./km²       | 73212      | 73220        |
| Saint-Alban-d’Hurtières    | 331 (2013)     | 19,4       | 17 Einw./km²       | 73220      | 73220        |
| Saint-Georges-d’Hurtières  | 311 (2013)     | 11,85      | 26 Einw./km²       | 73237      | 73220        |
| Saint-Léger                | 234 (2013)     | 11,06      | 21 Einw./km²       | 73252      | 73220        |
| Saint-Pierre-de-Belleville | 174 (2013)     | 7,46       | 23 Einw./km²       | 73272      | 73220        |